# 美國航空77號班機恐怖襲擊
美國航空77號班機於2001年9月11日早上8時20分，載著58名乘客（包括5名劫機客）從华盛顿杜勒斯国际机场起飛，目的地為洛杉磯國際機場。
美國航空77號班機是九一一襲擊事件中第三架被劫持的客機，在上午9時37分時帶著10,000多加崙的油以530哩的速度撞入維吉尼亞州境內的美國國防部五角大廈西側並且引起大火。被襲擊的部分剛剛翻新過，還沒有完全投入使用，但是仍然造成五角大廈西側125人喪命。

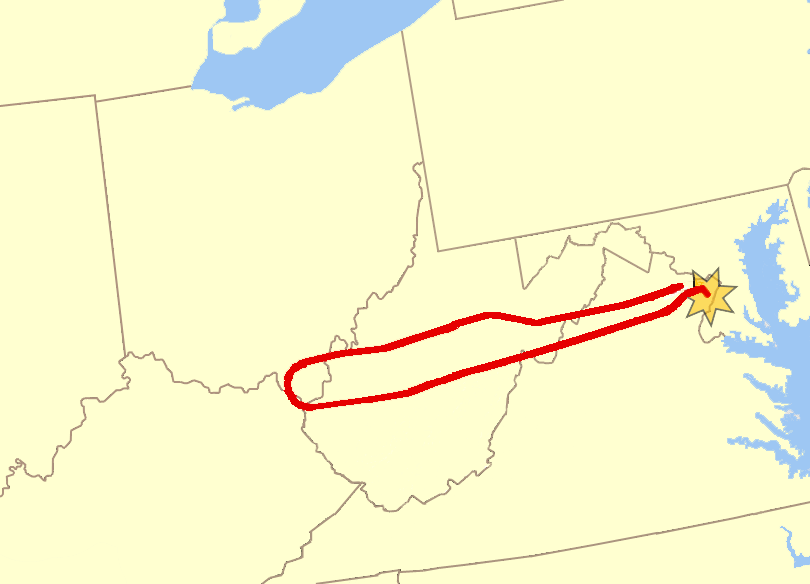
美国航空77号班机的飞行路径。

## 劫機者
美國航空77號班機上共有5名劫機者，分別為
- Khalid al-Mihdhar  沙烏地阿拉伯籍，坐在經濟艙12B座位

- Majed Moqed  沙烏地阿拉伯籍，坐在經濟艙12A座位

- Nawaf al-Hazmi  沙烏地阿拉伯籍，坐在頭等艙5F座位

- Salem al-Hazmi  沙烏地阿拉伯籍，坐在頭等艙5E座位

- Hani Hanjour  沙烏地阿拉伯籍（飛行員），坐在頭等艙1B座位

## 航班

### 失事飛機
執飛美國航空77號班機的是一架波音757-223，註冊編號N644AA，首飛於1991年4月25日。
客艙共有188個座位，不過在911當天僅有58名乘客，載客率約33%。

### 登機與起飛
5名劫機者在2001年9月11日早上7:15分於华盛顿杜勒斯国际机场報到美航77號班機。多名劫機者在通過安檢時皆觸發了金屬探測器，然而在經過二次檢查後5人都順利通過檢查登機。
美國航空77號班機表訂於早上8:10分出發飛往洛杉磯，航班於杜勒斯機場D26登機門進行登機。當天77號班機準時離開登機門，並在早上8:20分從杜勒斯機場30號跑道起飛。

### 劫機
美航77號班機在8:45分抵達巡航高度三萬五千英呎，並於8:50分和印第安納波利斯航管中心完成最後一次通訊。
據信77號班機的劫機發生在8:51分和8:54分之間，與其他三架被劫持的飛機不一樣的是，據報77號班機上並沒有人遭到刺傷。兩名飛行員當下也沒有遭到刺殺，而是和其他乘客被趕到客艙的後段。飛機於8:54分開始偏離預定飛行路線向左轉。劫機者在8:56分關掉了飛機的應答機訊號，並設定自動駕駛朝華盛頓飛去，印第安納波利斯航管中心及美國航空的簽派員多次嘗試聯繫班機，但都沒得到任何回應。
就在77號班機失聯約半小時後，杜勒斯的航管員在雷達上偵測到一架不明飛機朝著華盛頓快速下降。航管員隨後聯繫了附近的一名C-130貨機飛行員，詢問他是否能看到這架不明飛機。C-130飛行員回報那架飛機似乎是架波音757或波音767，且從機身顏色來看應該是屬於美國航空。

### 墜毀

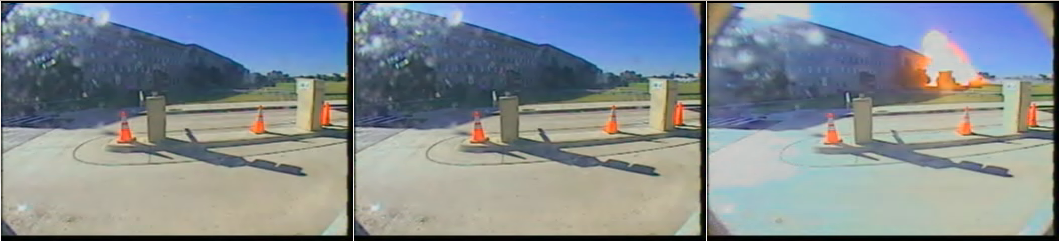
監視錄影畫面拍下美航77撞擊五角大廈的瞬間

根據9/11調查委員會的報告，當77號班機距離五角大廈僅5英里（8公里）時，飛機做了一個330度的大迴轉（一般推測是劫機者認為飛行高度太高，因而用盤旋的方式來增加下降距離），擔任飛行員的劫機者Hani Hanjour在對準五角大廈後同時將油門給加到最大。就在撞擊前幾秒，飛機以極低的高度飛過五角大廈旁的道路，機翼撞斷了數根路燈並拖著一道白煙，並在9點37分46秒時撞上五角大廈的西側。
在撞擊當下約有1萬8,000名員工在五角大廈裡工作，而77號班機撞上的區域最近才進行過翻新，雖然人數並沒有平常的多，但是仍造成大廈內125人和機上64人（包含劫機者）遇難。

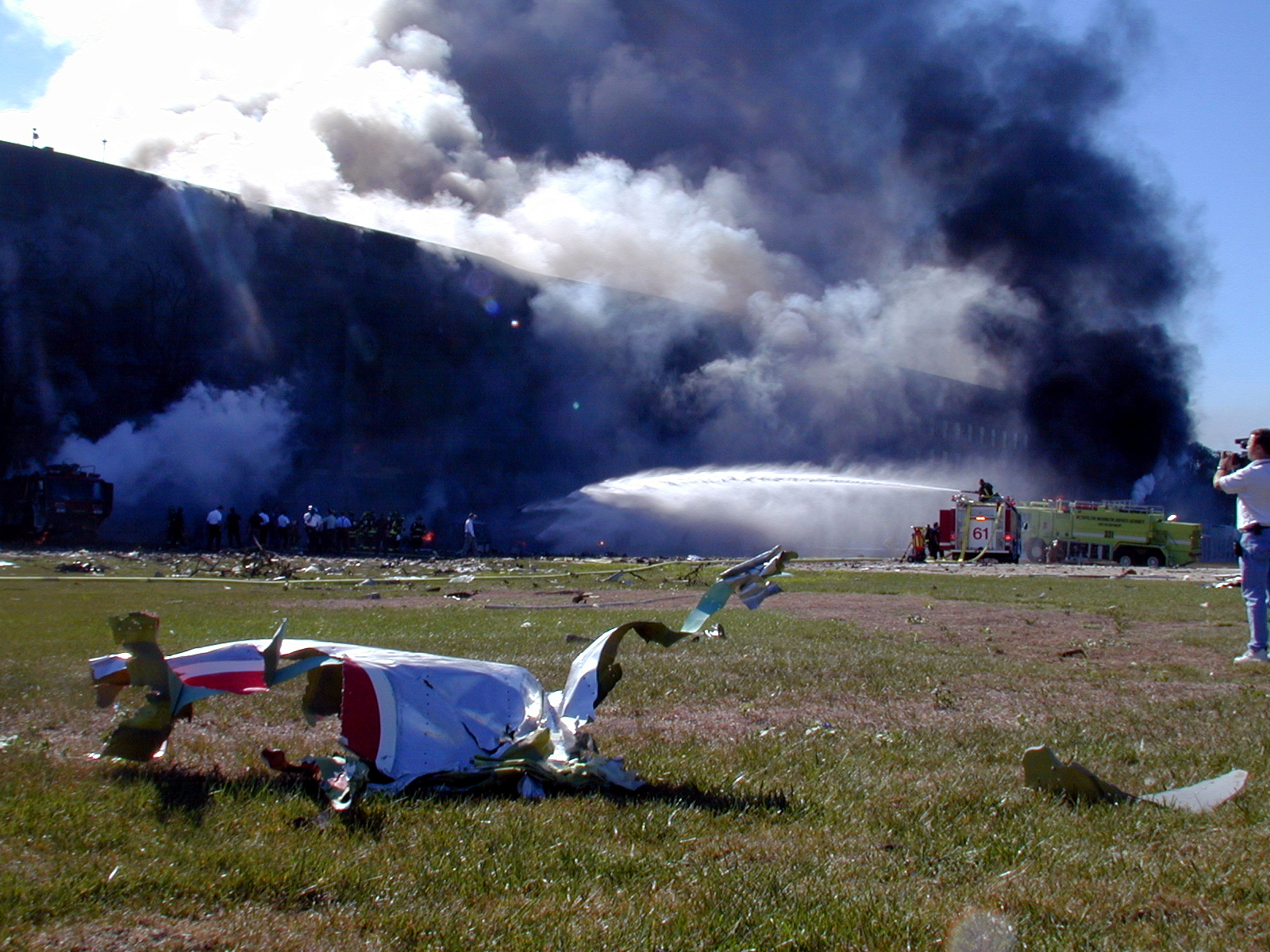
散落在五角大廈旁的77號班機殘骸

## 電話通訊
空服員Renee May在9:12分打給她住在拉斯維加斯的母親，告訴她航班遭到六個人挾持，機組和乘客都被趕到飛機後方，並要求母親聯繫美國航空。
律師芭芭拉·奧爾森在9月11日這天原定前往洛杉磯出席電視節目“政治上不正確”，因而搭上77號班機。她在罹難前於9:16分和9:26分打給其丈夫——時任美國司法部訟務次長西奧多·奧爾森，告訴他飛機遭到劫持，劫機者們手持美工刀和小刀。

## 機上遇難人員國籍
77號班機上的遇難者共有58名乘客（包含劫機者）及6名機組員，分別來自七個不同國家：
| 國籍           | 乘客 | 機組員 | 總數 | 備註     |
| -------------- | ---- | ------ | ---- | -------- |
| 美國           | 47   | 6      | 53   |          |
| 中华人民共和国 | 2    | 0      | 2    | [ 註 1 ] |
| 澳洲           | 1    | 0      | 1    |          |
| 衣索比亞       | 1    | 0      | 1    |          |
| 沙烏地阿拉伯   | 5    | 0      | 5    |          |
| 韓國           | 1    | 0      | 1    |          |
| 英國           | 1    | 0      | 1    |          |
| 合計           | 58   | 6      | 64   |          |

## 九一一事件其他遭劫航班
- 美國航空11號班機（紐約世界貿易中心北塔）
- 聯合航空175號班機（紐約世界貿易中心南塔）
- 聯合航空93號班機（賓州尚克斯維爾）

## 大眾媒體
其已製成為節目《空中浩劫》第十六季第二集《 Inside 9/11: The Pentagon Attack 》。
《重返危險現場》將其拍攝為第一季第十三集《 Pentagon 9/11》。

## 備註
1. ↑  兩名中华人民共和国籍罹難乘客為赴美探親的退休化學家鄭于光及其妻子——退休醫師楊樹蔭[8][9][10][11][12]:110。兩人的名字一同刻在九一一國家紀念博物館南池（South Pool）的S-70號銘牌[13]。